# 미국의 좌파
아메리칸 레프트(American Left)는 미국 민주당을 비롯한 미국 특유의 중도좌파 세력들을 말하며, 사회민주주의적인 유럽 좌파들에 비해, 사회자유주의 색채가 강하다.

## 개요
아시아 및 유럽 지역에서는 좌파는, 개인의 자유보다는 사회적 발전과 공동생산을 추구하는,  사회민주주의 또는 사회주의로 공동 소유를 주장하는 공산주의적 특성을 가진다.
그러나, 미국의 경우 이와 전혀 의미가 다른 사회자유주의적인 특성을 가져서, 자본주의 로 인해서 경제는 발전하였지만, 이로 인한 경제적 격차를 해소하기 위하여 자유주의를 포함한 복지의 증대를 요구하는 것이 미국의 좌파의 특성이다.  즉 아시아와 유럽지역의 좌파와 미국의 좌파는 특성이 다르다.

## 특징
미국에서의 좌파는 기득권, 거대 자본가 그룹 및 전쟁에 사용될 무기를 개발, 생산, 판매하는 군산복합체 등의 지원을 받고 있어서, 흔히 유럽, 아시아지역의 노동자 계급을 대표하는 좌파와는 성향이 다르다.
- 미국에는 실제적으로 노동자 계급을 대표하는 좌파가 존재 하지 않고, 생계를 국가에 의존하여 푸드 스템프로 살아가는 절대 빈곤층이 5천만명이라도 이들을 대변하는 그룹이 없는, 즉 명칭상 좌파가 실제로는 자본가와 기득권들 대표하기에, 미국에는 자본가를 대표하는 우파와 극우파만 상호 경쟁하며 존재 한다고, 노르웨이의 오슬로 대학교수는 미국만이 가진 좌파의 특징을 분석한다[2]
- 민주당의 버니 샌더스는 미국의 부정부패 척결 및 불평등의 심화를 해결하는 것을 주장하며, 대선 후보로 참여하여, 기존 미국의 좌파와는 신선한 제안을 통해서 포퓰리즘을 얻게 되었다.[3]

## 아메리칸 레프트(사회 자유주의)
- 미국에서의 좌파(사회자유주의) 특성을 가진 언론의 경우, 워싱턴포스트 및 뉴욕타임즈이다.
- 프랭클린 D. 루스벨트 - 친노동자, 친서민 뉴딜 정책의 계획자

## 같이 보기
- 제4세대 여성주의
- 미국의 사회주의 운동
- 비미 활동 위원회
- 미국의 현대 자유주의
- 적색공포